# Perrondeur

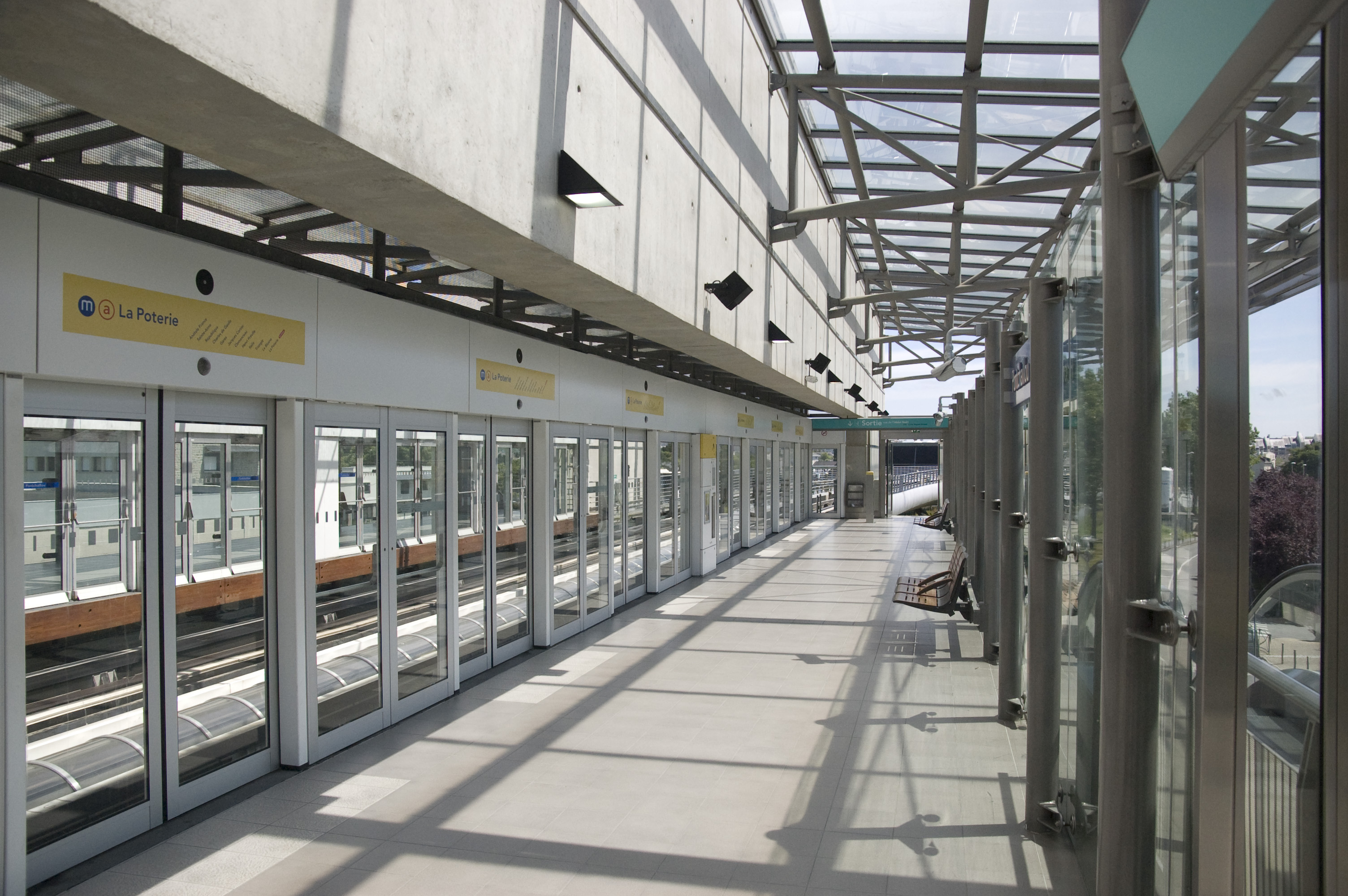
Perrondeuren op metrostation Pontchaillou, van de Metro van Rennes.

Een perrondeur is een automatisch bediende schuifdeur in stations, die dient als afscheiding tussen het perron en het spoor. Ze zijn gesloten zolang er geen trein op het betreffende spoor staat of als een trein zonder stoppen het station passeert. Zodra een trein stilstaat worden de deuren tegelijk met die van de trein geopend om de reizigers te laten in- en uitstappen. Voorafgaand aan het vertrek worden de perrondeuren weer gesloten. Ze zijn er voor de veiligheid van de reizigers en maken het onmogelijk om 'voor de trein te springen'.
Een technisch vereiste is dat de deuren van de treinstellen en die van de perrons qua onderlinge afstand overeenkomen, en dat de treinen altijd op de juiste plaats stoppen, zodat de deuren van de trein en die van het perron exact tegenover elkaar komen te staan. Metrostation Park Pobedy in Sint-Petersburg was op 29 april 1961 het eerste station waar de perrondeuren werden toegepast. Hier was sprake van een horizontale lift waarbij de deuren tussen de pylonen, de dragende wanden van een geboorde tunnel, zijn aangebracht. Reizigers in de trein hebben bij een horizontale lift geen zicht op het perron. Perrondeuren zijn bij latere toepassingen dan ook in een perronscherm, dat de hele hoogte tussen perron en plafond beslaat, of een perronhek geplaatst zodat er zichtcontact is tussen trein en perron.
Perrondeuren zijn onder meer ingezet bij alle bestaande VAL-metrosystemen en Duitse H-Bahn-monorailsystemen. Daarnaast in het volledige net van de Metro van Shanghai, de Metro van Singapore, Metro van Dubai, de Extensionstations van de Londense Jubilee Line, de Parijse metrolijn 14, sinds 2012 de Parijse metrolijn 1, metrolijn C van Rome, metrolijn 4 en 5 van Milaan en de Réseau express métropolitain in Montreal.